# Йозеф Браунзайс

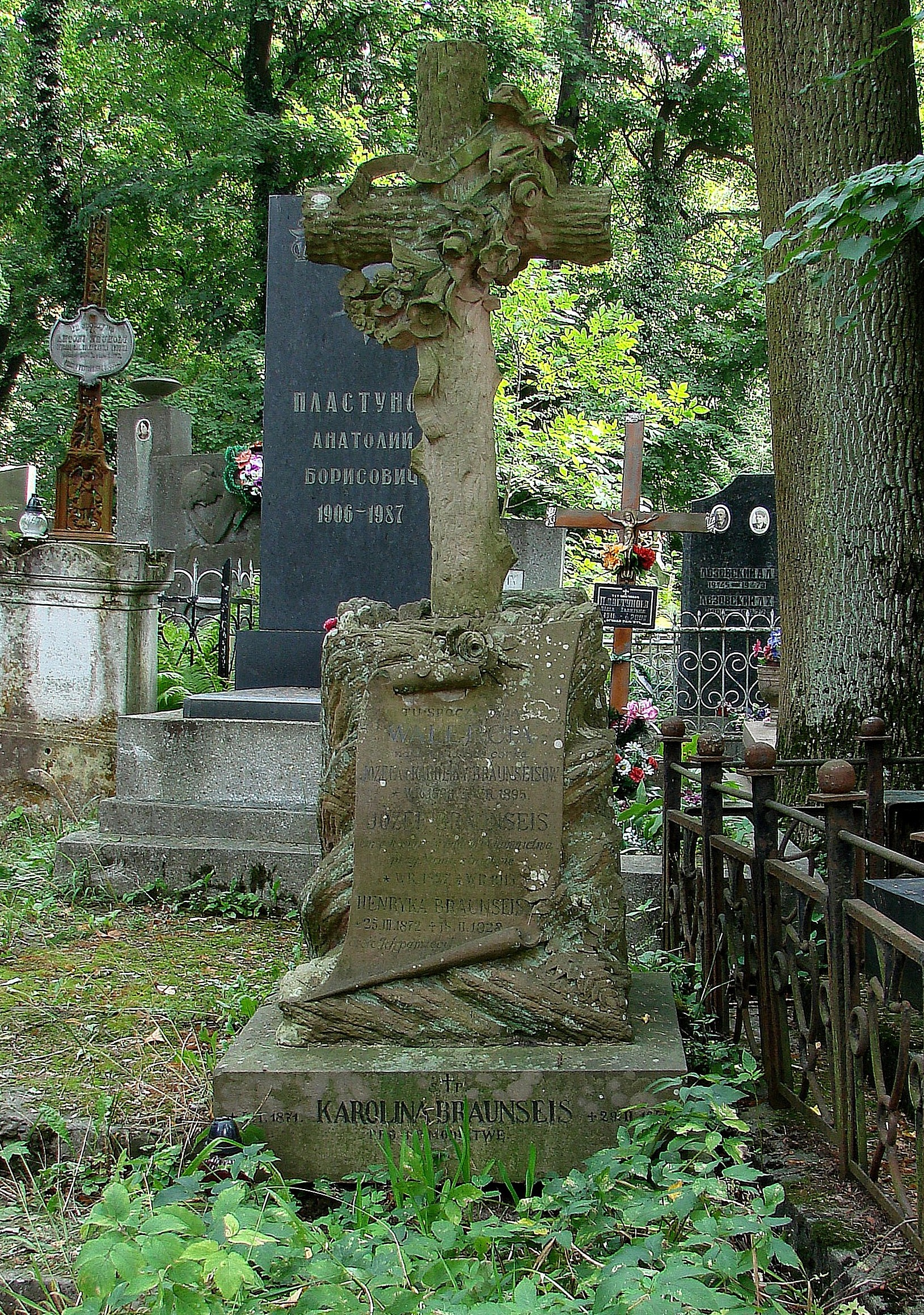

Йозеф Браунзайс (нім. Jozef Braunseis; 29 листопада 1837, Новий Санч — 14 січня 1915, Львів) — архітектор.

## Біографія
Народився в Новому Санчі. Закінчив школу реальну. У 1852—1858 роках навчався у львівській Технічній академії. У 1864—1869 роках працював у Бережанах, потім у Кракові. Від 1872 року — у Львові надінженером у Намісництві. 1874 року віднотований у документах як повітовий інженер у Сяноку. Був одним із членів першого правління Технічного товариства у Кракові 1876 року. Виконував функцію бібліотекаря. У 1881—1882 роках працював у Станіславові (тепер Івано-Франківськ). У 1898—1915 роках член Політехнічного товариства у Львові. 1889 року входив до правління товариства. Від 1897 року як технічний радник входив до комітету будівництва церкви святого Георгія у Львові. Член журі конкурсу проєктів розширення дому «Сокола» на нинішній вулиці Дудаєва у Львові (1904). Помер 14 січня 1915 у Львові. Похований на Личаківському цвинтарі, поле № 13.

## Роботи
- Необарокова двоярусна дзвіниця домініканського костелу на площі Музейній у Львові (1865).[13] За іншими даними збудована Юліаном Захаревичем.[14]
- Капітульні будинки із заходу від собору святого Юра, споруджені у 1864—1866 роках. Реконструкція дзвіниці 1867 року. Обидва проєкти створені спільно з Ернстом Граначем, реалізовані Вінцентом Равським-старшим.[15]
- Фарний костел Преображення Господнього в Сяноку. Будувався від 1874 року. Своїми формами спрощено наслідував костел святого Людвіга у Мюнхені (арх. Фрідріх фон Гертнер).[4]
- Будівництво «карного будинку» (в'язниці) в Івано-Франківську. Проєкт виготовлений у Відні 1878 року архітектором Францом Маурусом, пізніше модифікований і адаптований до місцевих умов. Реалізовано до 1883 року.[16]
- Нагляд за спорудженням Головної пошти на вулиці Словацького, 1 у Львові у 1887—1889 роках. Будівництвом займалась фірма Рамулта і Цибульського. Проєкт Сильвестра Гавришкевича, модифікований Фрідріхом Зетцом.[17]
- Керівництво спорудженням корпусу Львівського університету на вулиці Кирила і Мефодія, 8 і мінералогічно-хімічного корпусу того ж закладу під номером 6 на тій же вулиці. 1892 рік. Проєкт архітектора Різорі. 1911 року добудовував Григорій Пежанський.[3]
- Три неоренесансні корпуси медичного факультету Львівського університету на вулиці Пекарській, 52 (1891—1895).[18][19]
- Гінекологічно-пологовий корпус медичного факультету на вулиці Юрія Руфа, 4 у Львові. 3-поверховий, П-подібний у плані з коридорною системою планування із фасадами у формах французького неоренесансу. Будувався у комплексі з двома іншими корпусами (арх. Юзеф Каетан Яновський) протягом 1897—1899 років.[20]
- Будинок на вулиці Коновальця у Львові. За одними даними це власний прибутковий дім Браунзайса під номером 14 (1896—1898)[11], за іншими — номер 4 (1902, перебудований 1923).[21] Є також версія про власну віллу архітектора під номером 16 (ті ж роки будівництва і перебудови).[3]. За ще однією з версій, будинок № 16 — колишня вілла Юзефа Петри, збудована так само 1902 року, але за проєктом Емануеля Яримовича і перебудована у 1923.[22]